# Mosquer de Say
El mosquer de Say (Sayornis saya) és un ocell de la família dels tirànids (Tyrannidae).

## Hàbitat i distribució
Habita zones àrides amb matolls i deserts des de l'oest i nord d'Alaska, nord de Yukon, nord-oest i centre de Mackenzie, centre d'Alberta, centre de Saskatchewan i sud-oest de Manitoba cap al sud fins al nord de Baixa Califòrnia, Michoacán, nord-oest d'Oaxaca, Guanajuato, Hidalgo, oest i nord de Texas, oest d'Oklahoma i zona central de les Grans Planes.